# Julia Pierson
Julia Ann Pierson, född 21 juli 1959 i Orlando i Florida, är en amerikansk statstjänsteman.
Julia Pierson utbildade sig på University of Central Florida, där hon tog en juridisk examen på kandidatnivå 1980. Hon arbetade därefter närmare tre år på Orlando Police Department. Därefter har hon arbetat inom United States Secret Service. Åren 1983-88 var hon Special Agent i polisorganisationens lokalkontor i Miami och Orlando och var 1988-98 på det kontor Orlando som arbetar med att spåra förfalskare och bedragare. Därefter arbetade hon i den enhet som svarar för personskydd 2000-01 och därefter på chefsnivå inom administrationen 2001-05 och på utbildningsenheten 2006-06. Hon blev stabschef i Secret Service 2008.
Julia Pierson tillträdde i mars 2013 som chef för Secret Service efter det att den tidigare chefen Mark Sullivan i februari 2013 avgått på grund av en rådande machokultur i organisationen och besök av prostituerade till personalens hotellrum som förekommit vid bland annat ett Secret Service-uppdrag i Colombia 2012.